# Fabien Jarsalé
Fabien Jarsalé est un footballeur français, né le 20 août 1990 à Vannes. Il joue au poste de milieu de terrain.

## Biographie
En 1996, il intègre l'équipe du Muzillac Olympique Sport dont il porte les couleurs du club jusqu'en 2006, avant d'être repéré par le Vannes OC. Il intègre en 2008-2009 l'effectif professionnel et débute en équipe première face au Clermont Foot le 29 mai 2009. La saison suivante, il marque son premier but sous les couleurs vannetaises lors du derby face au Stade brestois le 6 novembre 2009 (4-3) offrant ainsi la victoire au club morbihannais. 
Il figure dans la liste des présélectionnés en France espoirs pour les matchs contre la Turquie et le Danemark le 8 et 12 octobre 2010. 
En mai 2011, avec son coéquipier Frédéric Duplus, il est appelé par Pierre Mankowski pour jouer le Tournoi de Toulon du 1er juin au 10 juin 2011. Sa première sélection a lieu le 4 juin 2011 contre la Chine. Lors de ce match, il marque son premier but à la 70e minute (victoire 4-0).
En juin 2013, il quitte le Vannes OC, alors que son contrat se termine. Un mois plus tard, il quitte l'ouest de la France pour l'est et s'engage avec le SR Colmar. Libre après son aventure alsacienne, il ne retrouve un club que fin décembre 2014, au niveau amateur, s'engageant avec le Stade bordelais.

## Statistiques
|                    | Ligue 2 | National | CFA 2 | Coupe de la Ligue | Coupe de France | France -21 | Total |
| Matchs joués       | 28      | 43       | 9     | 5                 | 5               | 4          | 94    |
| Buts marqués       | 3       | 1        | 1     | 1                 | 0               | 1          | 7     |
| Temps de jeu (min) | 1561    | 2391     | 810   | 399               | 235             | 311        | 5707  |